# Lycée français Marie Curie de Zurich
Lycée français Marie Curie de Zurich (LFZ) je francouzská mezinárodní škola pojmenovaná po Marii Curie-Skłodowské se sídlem v obci Dübendorf v kantonu Curych ve Švýcarsku, s více než 1 360 studenty od školky do 13. ročníku.

## Akreditace

### Švýcarskými úřady
Její program od mateřské školy po nižší sekundární vzdělávání schvaluje předsednictvo pro základní školy (Volksschulamt), správní úřad pro vzdělávání (Bildungsdirektion) v kantonu Curych.
Program vyššího sekundárního vzdělávání (Lycée) však není schválen jako Mittelschule Úřadem pro gymnaziální a odborné vzdělávání (Mittelschul- und Berufsbildungsamt), ani švýcarským federálním státním sekretariátem pro vzdělávání, výzkum a inovace (SERI).
Proto přijímání na švýcarské univerzity s novou maturitou od roku 2021 podléhá určitým omezením.

### Francouzskými úřady
Lycée Français Marie Curie de Zurich (LFZ) je jedním z 535 registrovaných zařízení, které tvoří síť francouzských škol v zahraničí. Jako takové jej schvaluje francouzský ministr školství. To zaručuje soulad s francouzským kurikulem i uznání výběru studijních směrů a zkoušek, které žáci skládají.
LFZ nabízí vzdělání od mateřské školy (< 3 roky) až po maturitní ročník, ve kterém žáci získávají oficiální diplom akreditovaný francouzským ministrem národního školství. Žáci získají na základě úspěšně složené francouzské maturity přístup na vysoké školy ve Francii a v Evropě, stejně jako k vysokoškolskému vzdělání ve Švýcarsku. Ve Švýcarsku se však nemohou na univerzitu dostat na základě švýcarské maturity.
Pro akademický rok 2018–19 byla zavedena nová maturita. Nová bac général zahrnuje šest povinných základních předmětů: francouzštinu, dva cizí jazyky, sport, dějepis–geografii a nový předmět zvaný humanités scientifiques a numériques. Ve druhém ročníku lycée si studenti mohou vybrat tři speciální předměty ze širokého seznamu. Ve třetím ročníku pokračují dvěma odbornými předměty.
Maturita v roce 2021 je částečně založena na průběžném hodnocení a částečně na závěrečných zkouškách. Stejně jako dříve budou studenti skládat zkoušku z francouzštiny (písemnou a ústní) na konci druhého ročníku. Zkoušku ze dvou odborných předmětů pak složí bezprostředně po jarních prázdninách v posledním ročníku. Na konci třetího školního roku se uskuteční filozofická a ústní zkouška (le grand oral). 20minutová ústní zkouška je založena na projektu studovaném v posledních dvou letech.

## Historie
Lycée Français Marie Curie de Zurich (LFZ) je zařízení ve Švýcarsku, které je součástí Agentury pro francouzské vzdělávání v zahraničí (AEFE). Má více než 1 140 studentů.

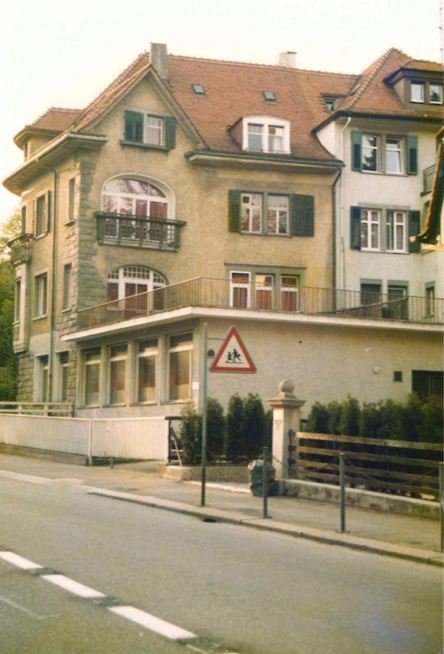
Ecole Française de Zurich, Bergstrasse

Francouzská škola, založená 5. června 1955 skupinou rodičů, vyučovala první třídu v prostorách katolické misie na Hottingerstrasse. Jeanne Obrechtová, kvalifikovaná učitelka francouzštiny, učila 14 žáků ve věku od 5 do 10 let (a čtyř různých národností). Skupina rodičovských dobrovolníků požádala kantonální a obecní školské úřady o potřebná povolení. Asociace de l'école française byla založena 12. ledna 1956 a většinu svých prostředků získala prostřednictvím darů. Na začátku druhého školního roku v říjnu 1956 škola přivítala 26 žáků základní školy, 7 středoškoláků a nového učitele. Školský úřad kantonu Curych se však rozhodl z francouzské školy vyloučit švýcarské děti. V červnu podalo sdružení rodičů proti tomuto rozhodnutí odvolání. Po roce jednání byla škola oprávněna přijímat švýcarské žáky za určitých podmínek a nakonec byla uznána jako soukromá škola.
Počet studentů se zvýšil a rada guvernérů v roce 1959 rozhodla o koupi soukromého domu na Rütistrasse. Francouzská škola se do této vily přestěhovala v roce 1960. Budova byla postupně přeměněna na moderní školu (přístavba tělocvičny, větších učeben atd.) a slavnostně otevřena 30. dubna 1960. V roce 1976 otevření tříd střední školy zvýšilo počet studentů na přibližně 200, což donutilo školu si pro několik tříd pronajmout sousední dům.
Počet žáků dále rostl a v roce 1978 si guvernéři, skupina rodičů a ředitel školy Joseph Goldschmidt vybrali jako nové umístění školy Gockhausen, vesnici nedaleko Curychu, kde stála budova s kapacitou 275 žáků.

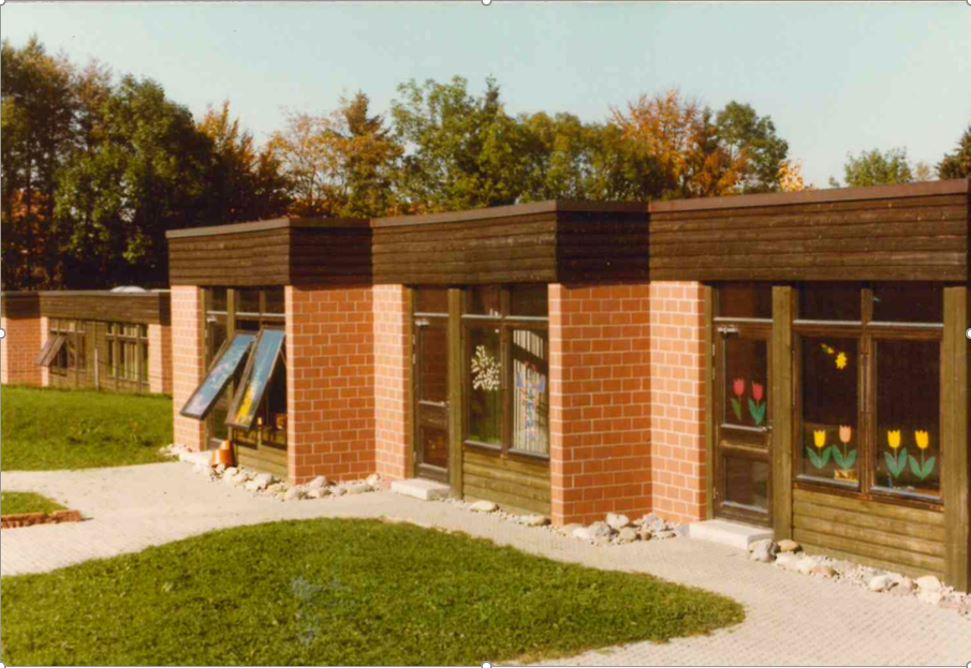
Lycée Français de Zurich im Tobelackeru (Gockhausen)

V roce 1980 se přestěhovala do „im Tobelacker 22“ ve vesnici Gockhausen nedaleko centra Curychu.
V roce 1989 Francie povolila škole, aby přijala název „Lycée Français de Zurich“ (LFZ).
V roce 1990 byla založena agentura AEFE na podporu francouzských lyceí v zahraničí s cílem zajistit studentům dobré vzdělání a posílit vazby mezi francouzským systémem a zahraničními vzdělávacími systémy.

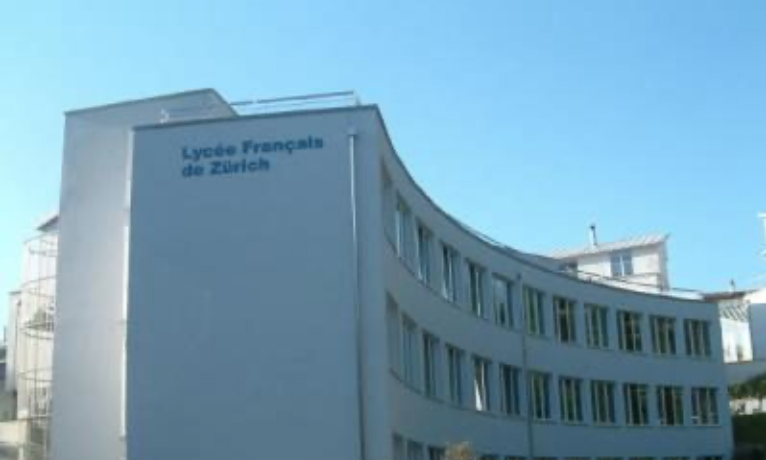
Lycée Français de Zurich v Ursprungu (Gockhausen)

Počet žáků francouzského lycée stále rostl a teprve v listopadu 2001 valná hromada rodičů velkou většinou schválila projekt výstavby nové budovy na Ursprungstrasse 10 v Gockhausenu.
Počet studentů se mezi lety 2003–2010 zdvojnásobil a studenti byli rozmístěni do čtyř budov: mateřská škola se přestěhovala do Stettbachu (v roce 2007), základní škola zůstala v Tobelackeru, budova na Ursprungstrasse byla vyhrazena pro nižší sekundární stupeň a pro studenty vyššího sekundárního stupně byl pronajat prostor v budově SAWI (v roce 2011).

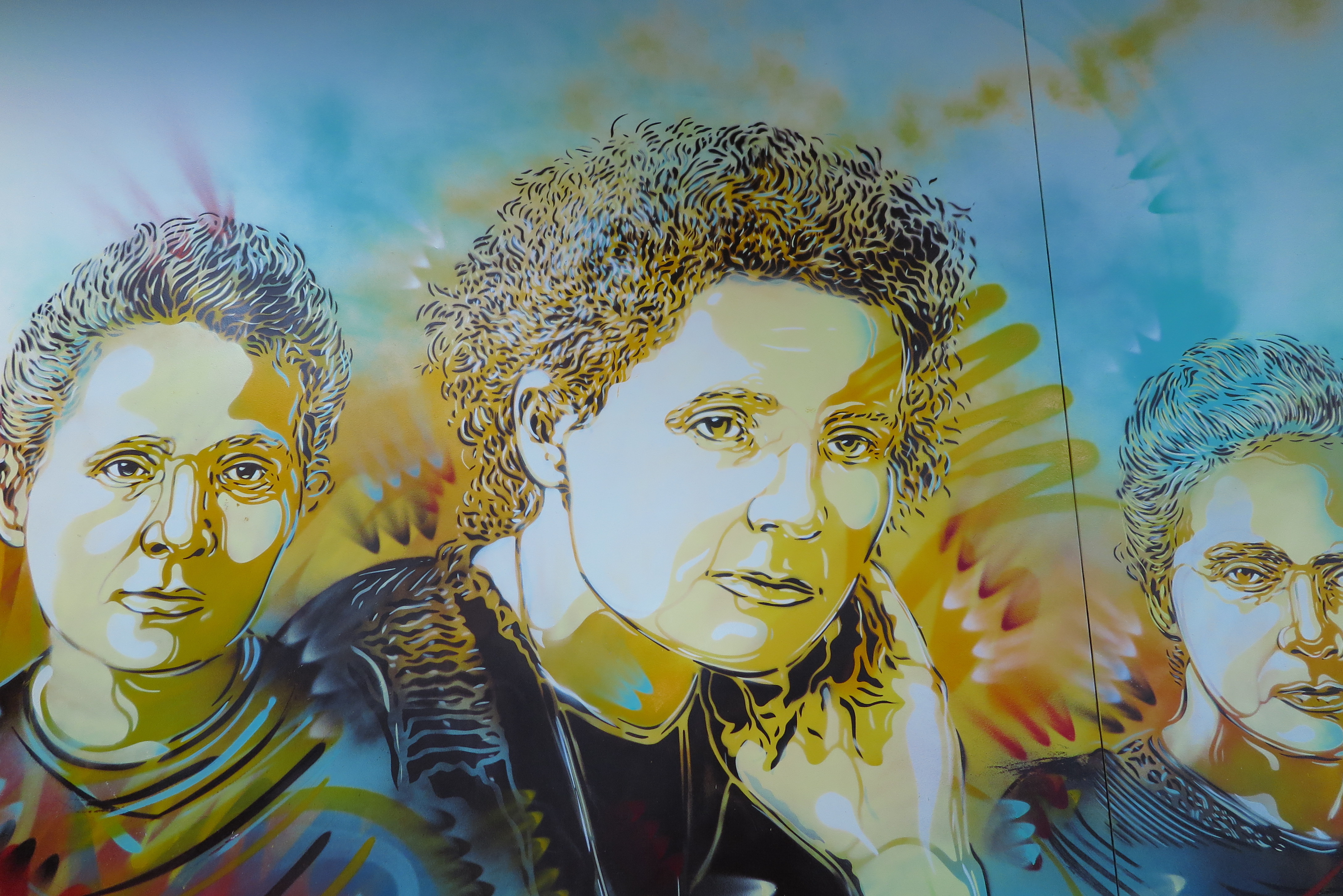
Pouliční umění od umělce C215 Christiana Guémyho

Na začátku školního roku 2011 se počet žáků na LFZ zvýšil na více než 700. Škola rozvinula svůj německý jazykový program a pro mateřskou školu vytvořila francouzsko-německý bilingvní program oficiálně uznaný ministerstvem školství kantonu Curych.
V listopadu 2012 schválilo sdružení rodičů na valné hromadě rozhodnutí o výstavbě budovy s kapacitou 1 100 žáků.
V září 2014 byl v Dübendorfu položen základní kámen nové budovy. O dva roky později se LFZ oficiálně přestěhovalo a v září 2016 otevřelo své brány studentům.
V roce 2017 bylo LFZ oceněno titulem „Švýcarská stavba roku“ a překonalo hranici 1 000 žáků.

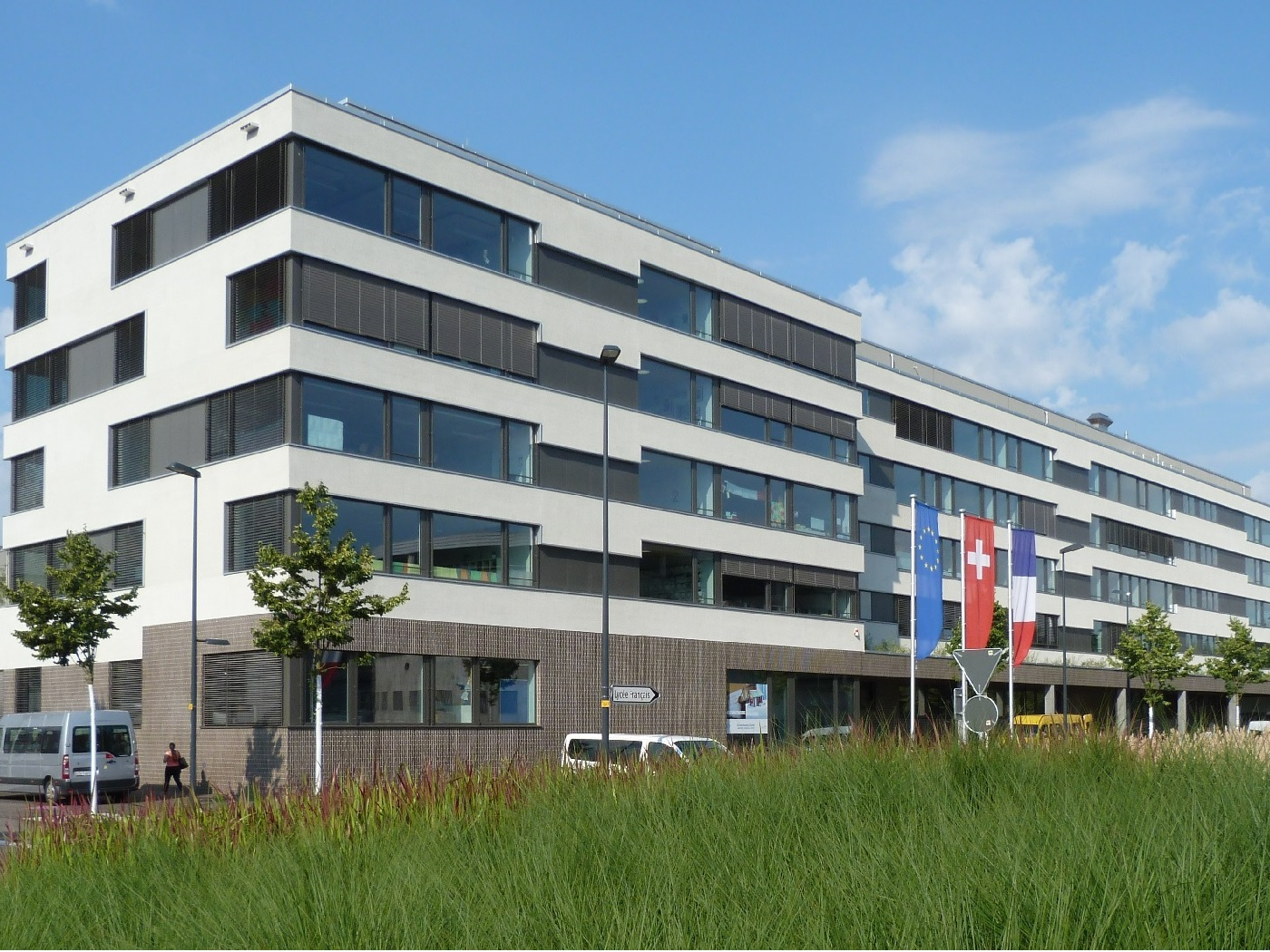
Nové Lycée Français Marie Curie de Zurich, Zukunftstrasse 1

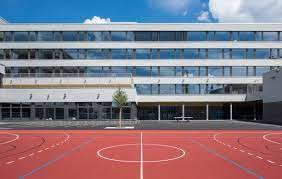
Nové Lycée Français Marie Curie de Zurich

V roce 2021 se škola stala zkušebním centrem pro novou formu maturity a diplôme national du brevet.
Škola si klade za cíl být ekologicky udržitelná a na špičkové technologické úrovni.
V roce 2024 škola hostila první ročník „Jeux Sportifs de la ZECO“, sportovní soutěže mezi studenty 8. ročníku, která spojuje studenty z 12 různých škol z celé Evropy.

## Ředitelé (Proviseurs)
- Joseph Goldschmidt (1977–1980)
- Yves Marandet (1980–1983)
- Jean Paul Portzer (1983–1989)
- René Leleu (1989–1995)
- Nelly Portelaová (1995–1996)
- Christine Magèreová (1997–1999)
- Claudine Lebourgeoisová (2000–2005)
- Jean-Luc Drussel (2006–2011)
- Brigitte Rennová (2011–2015)
- Paul Savall (2015–2020)
- Laurent Strupler (2020–2022)
- Quentin Duvauchelle (od září 2022)

## Jazyky na LFZ
- Dvojjazyčné francouzsko-německé kurikulum nebo klasické francouzské kurikulum na základní škole[16]
- Angličtina vyučovaná od CE2
- Nepovinná výuka španělštiny od 6. třídy
- Nepovinná výuka latiny od 6. třídy

Dvojjazyčná možnost byla zavedena v září 2011 pro žáky mateřské a základní školy. Každý předmět je vyučován ve francouzštině a němčině, aby byl zajištěn společný rozvoj dovedností. Toto bilingvní kurikulum na LFZ je uznáváno a povoleno Školským úřadem (Bildungsdirektion). Je také kompatibilní s učebními osnovami kantonu Curych a francouzským národním vzděláváním.
Škola patří do sítě PASCH a je DSD-Schule, tedy testovacím centrem pro německou certifikaci DSD. Je také testovacím centrem pro certifikaci anglického jazyka IELTS a certifikaci španělského jazyka DELE (Diploma de Español como Lengua Extranjera) a SIELE (Servicio Internacional de Evaluación de la Lengua Española).

## Digitální vzdělávání na LFZ
V reakci na zákon o orientaci a programování pro obnovu republikových škol (Loi d'Orientation et de Programmation pour la Refondation de l'Ecole de la République), který požaduje, aby školy vstoupily do digitálního věku, LFZ v dubnu 2016 vybavilo každého studenta ve dvou pilotních třídách tabletem. Školní vzdělávací řídící tým jmenoval učitele základní školy Françoise Latouche projektovým manažerem. Učitelé všech ročníků byli vybaveni notebookem a tabletem a absolvovali školení. Pro rodiny byly organizovány konference s cílem zvýšit povědomí a informovat je o projektu. Od září 2017 dostali všichni žáci tablet určený na vzdělávací aktivity. V mateřské škole má každá učitelka 1. a 2. ročníku 6 tabletů na třídu.